# Суперкубок Македонії з футболу
Суперку́бок Македонії з футбо́лу (мак. Суперкуп на Македонија) — одноматчевий турнір, у якому грають володар кубка Македонії і чемпіон попереднього сезону. У випадку, якщо кубок і чемпіонат виграла одна команда, то в Суперкубку грають чемпіон і фіналіст кубка. 

## Регламент
Матч за Суперкубок Македонії проходить перед початком нового сезону. У разі нічиєї після основного часу, команди грають два додаткових тайми по п'ятнадцять хвилин, а тоді в разі нічиєї б'ють післяматчеві пенальті.

## Історія
Перший офіційний матч за Суперкубок Македонії відбувся 24 липня 2011 року. У цьому матчі чемпіон країни «Шкендія» завдала поразки з рахунком 2-1 столичному «Металургу», здобувши перший суперкубок.
27 липня 2012 року мав відбутись другий матч за суперкубок між чемпіоном країни «Вардаром» та володарем кубку «Реновою», проте він був скасований і так і не відбувся.

## Список матчів
| Рік  | Переможець                                      | Рахунок                                         | Фіналіст                                        | Стадіон                                            | Глядачів                                        | дата       |
| ---- | ----------------------------------------------- | ----------------------------------------------- | ----------------------------------------------- | -------------------------------------------------- | ----------------------------------------------- | ---------- |
| 2011 | «Шкендія»                                       | 2:1                                             | «Металург» (Скоп'є)                             | Національна Арена «Філіпп II Македонський», Скоп'є | 2,000                                           | 24.07.2011 |
| 2012 | Матч між «Вардаром» та «Реновою» був скасований | Матч між «Вардаром» та «Реновою» був скасований | Матч між «Вардаром» та «Реновою» був скасований | Матч між «Вардаром» та «Реновою» був скасований    | Матч між «Вардаром» та «Реновою» був скасований | 27.07.2012 |
| 2013 | «Вардар»                                        | 1:0                                             | Тетекс                                          | Національна Арена «Філіпп II Македонський», Скоп'є | 100                                             | 28.07.2013 |
| 2015 | «Вардар»                                        | 1:1 дч пен. 4:3                                 | Работнічкі                                      | Національна Арена «Філіпп II Македонський», Скоп'є | 2,000                                           | 23.09.2015 |